# Женщины-террористки Российской империи
Во 2-й пол. XIX века в России произошёл всплеск террора, направленного против чиновников. Среди террористов оказалось много женщин (среди эсеров, например, именно женщины составляли треть).
Согласно данным американской исследовательницы женского терроризма Эми Найт, среди 78 членов боевой организации эсеров было 25 женщин. Всего же она нашла документальные подтверждения действия 44 террористок-эсерок. Женщины-эсерки были по рождению гораздо ближе к высшим слоям общества, чем их коллеги-мужчины, и стремились «отдать свой долг народу». Найт проанализировала биографии 44 известных ей террористок и выяснила следующее: из 40 террористок, чье социальное происхождение удалось установить, 15 были дворянками или дочерьми купцов, 4 — из среды разночинцев, 11 — из мещан, одна была дочерью священника и 9 родились в крестьянских семьях. При этом, даже эти крестьянки были не просто крестьянками. Крестьянка Анастасия Биценко и дочь солдата Зинаида Коноплянникова получили образование и стали учительницами, 11 террористок имели высшее образование, 23-среднее, 6-домашнее и лишь 3 — начальное. Одна назвала себя самоучкой. Среди террористок было 9 учительниц, 8 студенток и только 4 рабочие. Кстати, средний их возраст — 22 года. Для сравнения, из 131 террориста-мужчины 95 были рабочими и крестьянами по роду занятий.
Большинство террористок происходило из обеспеченных семей, получили хорошее образование и увлеклись революционными идеями совсем юными. Многими овладевал соблазн изменить мир, стать «народными заступниками», бороться за царство справедливости. О Марии Спиридоновой говорили, что в ней «кипела громадная любовь к застенчивым, оплеванным мужикам, ко всем поруганным и униженным». Многие из них, по свидетельству посторонних, были чрезмерно эмоциональными, даже экзальтированными. «Не случайно процент самоубийств в этой среде был так высок. Читая тексты, написанные ими — воспоминания, речи в суде или перед казнью, нередко сталкиваешься с преувеличенными, инфантильными суждениями о действительности, о власти, о месте человека в государственной машине». Прасковью Ивановскую-Волошенко возмущало: «правительство как желтая лихорадка или чума сотни лет опустошало нашу скорчившуюся страну. При виде этого чудовищного людоедства, глумления над совестью чье сердце не дрожало лютой злобой против этой шайки убийц, законом и глупостью человеческой укрепленных?». Мария Спиридонова формулировала для себя «определенную цель, твёрдое, непреклонное желание осуществить эту цель — убийство Плеве, истинного диктатора, замучившего Россию». Ей вторила Мария Школьник: «мир не существовал для меня. Фотография Трепова была для меня символом всех несчастий России, а его смерть — единственным средством против них». Убийство считалось верным способом решения стоявших перед страной и народом проблем. Среди террористок насчитывалось немалое число женщин с психическими отклонениями (Леонтьева, Бриллиант). Мария Спиридонова мечтала погибнуть на месте покушения, поскольку тогда б эффект от её поступка оказался бы сильнее, жаждала, «спасая других, погибнуть первой» Дора Бриллиант.
Как пишет исследователь, "они становились «иконами» в глазах либералов, особенно после ареста, во время продолжительных судов. (…) Сохранилось немало описаний террористок как прекраснейших женщин. Красавицей слыла Вера Фигнер. Вересаев писал о ней, что она великолепный экземпляр сокола в человеческом образе, она поражала сдержанно гордой, властной красотой и каким-то прирождённым изяществом. Воспевались чёрные миндалевидные глаза Доры Бриллиант, вводившие в ступор мужчин на улице. Прекрасна «стройная, как молодая березка» Татьяна Леонтьева, блондинка «с большим лбом и честными детскими синими глазами». Повешенная за подготовку убийств великого князя Николая Николаевича и министра юстиции Щегловитова Лидия Стуре была «нежной, хрупкой, совершенное дитя, смотревшее мечтательно своими большими синими глазами, по-детски чистыми». Всё это — описания не ведающих пощады убийц. В своим восхищении интеллигенция порой балансировала на грани богохульства. Сам Розанов писал: «Вера Фигнер была явно „революционной богородицей“, как и Екатерина Брешковская, и Софья Перовская». Мария Спиридонова вообще заслужила прозвище «эсеровской богородицы»".

Леонид Андреев в «Рассказе о семи повешенных» (основанном на казни Лидии Стуре с сообщниками), описывает подсудимую, и по его восторженным интонациям явно чувствуется авторская предвзятость и любование: «Была она очень бледна, но не мертвенной бледностью, а той особенной горячей белизной, когда внутри человека как бы зажжён огромный, сильный огонь, и тело прозрачно светится, как тонкий севрский фарфор».

Оказавшись под арестом, женщины вели себя по-разному. Фрума Фрумкина, арестованная из-за подпольной типографии, напала во время допроса на жандармского генерал-майора Новицкий, Василий ДементьевичНовицкого — попыталась перерезать ему горло ножом. Ей удалось бежать из Петропавловской крепости, но вскоре её арестовали в Большом театре, где она подстерегала генерала Рейнбота. В московской пересыльной тюрьме ей удалось выстрелить уже в тюремщика. Многие из девушек, оказавшись на скамье подсудимых, держались с благородством, постоянно подчеркивавшимся судебными обозревателями. Но вот Рогозинникова, бывшая ученица консерватории, которая убила начальника главного тюремного управления Максимовского, во время заседаний так смеялась, чем смущала всех — судью, присяжных, зрителей и даже своих адвокатов.

## Хронологический список
- Брешко-Брешковская, Екатерина Константиновна (1844—1934). Скрывалась в эмиграции. Из дворян.
- Засулич, Вера Ивановна (1849—1919). Из дворян, последовательница Бакунина. Жертва — Трепов, Фёдор Фёдорович. Оправдана судом присяжных.

- Брешко-Брешковская
- Засулич

первомартовцы:
II. По процессу «первомартовцев» было привлечено к дознанию 38 женщин (пятая часть из всех привлечённых). Из 6 приговорённых к повешению две женщины.
- Перовская, Софья Львовна (1853—1881) — «Народная воля». Дочь губернатора Петербурга.  Непосредственно руководила убийством российского императора Александра II.  Повешена
- Гельфман, Геся Мировна (1855—1882). Из еврейской семьи. Арестована за соучастие в убийстве царя. Приговорена к повешению, наказание ослабленно из-за беременности. После родов скончалась.

____
- Ивановская, Прасковья Семёновна (1852—1935). Из семьи священника, «Народная воля», эсэрка.
- Фигнер, Вера Николаевна (1852—1942). «Народная воля». Из дворян. Участвовала в покушении на Стрельникова. В 1884 г. на процессе «14-ти» она была главной обвиняемой. Осуждена на смертную казнь, заменённую на бессрочное заключение. Октябрьскую революцию не приняла, была верна своим «правонародническим» взглядам, но осталась жить в России.
- Любатович, Ольга Спиридоновна (1854—1917). Дворянка. В 1871 году уехала в Швейцарию, где познакомилась с Верой Фигнер, приведшей её в женский революционный кружок С. И. Бардиной. Племянница (дочь сестры) - Марина Раскова
- Бохановская-Чернявская, Галина Фёдоровна  (1854—1936)[3]
- Якимова-Диковская, Анна Васильевна (1856—1942). Из семьи священника. Участвовала в покушении на царя. Казнь заменена пожизненным
- Волкенштейн, Людмила Александровна (1857—1906). Из дворян. Пособница убийства Дмитрия Кропоткина. Смертная казнь заменена бессрочным заключением в Шлиссельбурге. Замена на каторгу по амнистии из-за коронации Николая II
- Оловенникова, Елизавета Николаевна (1857-1932). Арестована за соучастие в убийстве царя. Из дворян
- Морейнис-Муратова, Фани Абрамовна (1859—1937). Из еврейской семьи, «Народная воля».
- Гинсбург, Софья Михайловна (1863—1891). Из еврейской семьи. Приговорена к смертной казни, заменённой пожизненным, покончила с собой в Шлиссельбурге.
- Езерская, Лидия Павловна (1866—1915). Дворянка. Эсерка. Участвовала в покушениях на Плеве и Клинберга. Умерла в ссылке.

- Перовская
- Любатович
- Ивановская
- Якимова
- Волкенштейн
- Фигнер

- Фрумкина, Фрума Мордуховна (1873—1907). Из еврейской семьи. Эсерка. Покушалась на генерала Новицкого, стреляла в тюремного начальника Багрецова, повешена.
- Распутина, Анна Михайловна (1874—1908). Из мещан. Участвовала в подготовке покушений на начальника Петербургской тюрьмы полковника Иванова, прокурора Главного военного суда, генерала Павлова, начальника Главного тюремного управления Максимовского, генерала Мина, известного подавлением Московского восстания на Красной Пресне. Организатор покушения на министра юстиции Щегловитова. Повешена
- Биценко, Анастасия Алексеевна (1875—1938). Из крестьян, эсэрка. Жертва — Сахаров, Виктор Викторович. Смертная казнь заменена бессрочной каторгой. Освобождена после революции. 16 июня 1938 года приговорена Военной коллегией Верховного суда СССР к высшей мере наказания — расстрелу. Расстреляна на Коммунарке.
- Клитчоглу, Серафима Георгиевна (1876—1926). Дочь директора Амурского пароходного общества. Эсерка. Участвовала в подготовке покушения на В.К. Плеве, выдана Азефом. После ареста отошла от террора и жила мирной жизнью.
- Коноплянникова, Зинаида Васильевна (1878—1906). Из семьи унтер-офицера и крестьянки. Эсерка. Жертва — Мин, Георгий Александрович. Первая женщина, повешенная в XX веке в России.
- Измайлович, Александра Адольфовна (1878—1941). Дворянка. Участвовала вместе с И. П. Пулиховым в покушении на минского губернатора П. Г. Курлова и полицмейстера Д. Д. Норова. Приговорена к смертной казни, заменённой на бессрочное заключение.  Начиная с 1919 неоднократно подвергалась преследованиям со стороны советской власти. Находилась в ссылке с 1923 года. В 1937 году военной коллегией Верховного суда СССР была осуждена к 10 годам лишения свободы по обвинению в принадлежности к террористической организации, а 8 сентября 1941 года приговорена к смертной казни.
- Измайлович, Екатерина Адольфовна (1883—1906).  Дворянка. Стреляла в командующего Черноморским флотом вице-адмирала Г. П. Чухнина. Расстреляна.
- Бриллиант, Дора Владимировна (1879—1909). Из еврейских торговцев, эсэрка. Готовила динамит. Жертвы — Плеве, Вячеслав Константинович, Сергей Александрович. В Петропавловской крепости сошла с ума.
- Терентьева, Надежда Андреевна (1881 — после 1934). Дочь купца. Эсэрка. Участница покушения на Столыпина. Смертная казнь заменена на пожизненное.
- Школьник, Мария Марковна (1882—1955). Из еврейской семьи. Участвовала в покушении на черниговского губернатора А. А. Хвостова. Смертная казнь заменена на пожизненное. Бежала.
- Спиридонова, Мария Александровна (1884—1941). Жертва — Луженовский, Гавриил Николаевич. Осуждена на повешение, заменено на бессрочное заключение. Жертва сталинского террора. 11 сентября 1941 года расстреляна сотрудниками НКВД в Медведевском лесу под Орлом.
- Климова, Наталья Сергеевна (1885—1918). Дочь члена Госсовета Сергея Семёновича Климова. Арестована за участие в покушении на Петра Столыпина. Осуждена на смертную казнь, заменённую пожизненным заключением. Бежала. Умерла в Париже.
- Лебедева, Елизавета Николаевна (1887—1908). Дочь  секретаря духовной консистории Якутской епархии. Приговорена к смертной казни через повешение за попытку покушения на министра юстиции Ивана Григорьевича Щегловитова.  Повешена
- Стуре, Лидия Августовна (1884—1908). Дворянка. Повешена
- Каховская, Ирина Константиновна (1987—1960). Из семьи землемера-таксатора и народной учительницы.  Организатор убийства командующего оккупационными войсками на Украине генерал-фельдмаршала Германа фон Эйхгорна в 1918 году. Неоднократно арестовалась в Советской России. Умерла от рака печени.
- Фиалка, Ревекка Моисеевна (1888—1975). Из еврейской семьи. Эсерка. В 1905 году за хранение взрывчатых веществ и изготовление бомб, предназначенных для террористических актов, была приговорена к 15 годам каторги. Умерла в 1975 году в Москве.
- Беневская, Мария Аркадьевна (1882—1942). Дворянка. Член Боевой организации эсеров, техник. Приговорена к десяти годам каторги.  Умерла весной 1942 года в Ленинграде во время блокады.
- Рогозинникова, Евстолия Павловна (1886—1907). Жертва — Максимовский, Александр Михайлович. Повешена.

- Коноплянникова
- Спиридонова
- Школьник

- Каплан, Фанни Ефимовна (1890—1918), эсэрка. Из еврейской семьи. Расстреляна большевиками за покушение на Ленина

## Выставки
- «Женщины в терроре», Государственная общественно-политическая библиотека (2008).